# Kirschbaumer Hof
Kirschbaumer Hof, früher meist Kirschbaum genannt, ist ein aus einer Hofschaft hervorgegangener Ortsteil in der bergischen Großstadt Solingen.  

## Lage und Beschreibung
Der heute in der geschlossenen Bebauung aufgegangene Kirschbaumer Hof befindet sich unmittelbar westlich der Solinger Innenstadt innerhalb des Stadtbezirks Solingen-Mitte. Der Ort liegt in einer kleinen Talsohle westlich der Hochebene, auf der sich die Solinger Innenstadt liegt. Im Süden verläuft auf einem kleinen Höhenzug die Katternberger Straße, die als Kreisstraße 3 klassifiziert ist. An der Straße befindet sich die Feuer- und Rettungswache 1 der Feuerwehr Solingen. Unmittelbar westlich an Kirschbaumer Hof vorbei verläuft die Bahnstrecke Solingen–Remscheid auf dem Abschnitt zwischen dem Haltepunkt Solingen Grünewald und dem Solinger Hauptbahnhof in Ohligs. 
Durch den Ort führt die nach ihm benannte Kirschbaumer Straße. In einer S-Kurve der Straße sind noch mehrere Fachwerkgebäude erhalten. Auch an der Straße Kirschbaumer Hof, die den Ort mit der Solinger Innenstadt verbindet, sind noch einzelne teils verkleidete Fachwerk- und Schieferhäuser erhalten, viele andere wurden abgerissen.
Benachbarte Orte sind bzw. waren (von Nord nach West): Mangenberg, Weyersberg, Solingen, Dickenbusch, Grünewald, Obenpilghausen, Kotterheidberg, Kotten, II. und I. Heidberg.

## Etymologie
Kirschbaum ist im Raum Solingen ein verbreitet vorkommender Familienname. Auch die Dorper Ortslage Kirschbaumshöhe geht auf diesen Familiennamen zurück. Der Kirschbaumer Hof, dessen Ursprünge im 15. Jahrhundert liegen, ist vermutlich die Keimzelle der Familie. Daher könnte der Ortsname auch auf einen dort befindlichen Kirschbaum zurückgehen, an dem der Bauernhof gegründet wurde.

## Geschichte
Kirschbaum lässt sich als bergische Hofschaft bis in das 15. Jahrhundert zurückverfolgen. Der Ort wurde erstmals im Zehntverzeichnis der Abtei Altenberg von 1488 als Kyrasboym erwähnt. Die Hofschaft lag zwar unmittelbar vor der Stadt Solingen, gehörte aber nicht mehr zum Stadtgebiet, Sie gehörte stattdessen der Außenbürgerschaft Solingen an, die seit dem Mittelalter den ländlichen Außenbezirk der Stadt Solingen umfasste. 
Kirschbaum war bevorzugter Wohnort einer bestimmten Gruppe von Schneidwaren-Handwerkern, nämlich der Klarmacher bzw. Scherenaugenpliester. Die im Ort lebende Bevölkerung galt als ärmlich, die dort befindlichen Fachwerkgebäude waren verhältnismäßig klein und architektonisch sehr einfach ausgebildet, sie kamen meist ohne Zierrat aus. Die im 19. Jahrhundert aufkommende Verschieferung der Fassaden zum Schutz vor Witterungseinflüssen kam aus Kostengründen im Kirschbaumer Hof kaum zur Anwendung. Stattdessen wurden die Fachwerkfassaden mit groben Holzverschalungen geschützt.
In dem Kartenwerk Topographia Ducatus Montani von Erich Philipp Ploennies, Blatt Amt Solingen, ist der Ort mit einer Hofstelle verzeichnet und als Kirsbaum benannt. Die Topographische Aufnahme der Rheinlande von 1824 verzeichnet den Ort als Kirschbaum. Die Preußische Uraufnahme von 1844 verzeichnet den Ort ebenso als Kirschbaum. In der Topographischen Karte des Regierungsbezirks Düsseldorf von 1871 ist der Ort ebenfalls als Kirschbaum verzeichnet.
Nach Gründung der Mairien und späteren Bürgermeistereien Anfang des 19. Jahrhunderts gehörte Kirschbaum zur Bürgermeisterei Solingen.  
Ab dem Jahr 1850 wuchs der Kirschbaumer Hof allmählich entlang der Bergstraße und der heutigen Straße Am Neumarkt mit der Stadt Solingen zusammen, so dass er seine solitäre Lage vor der Stadt verlor. Insbesondere in der Zeit nach der Reichsgründung 1871 entstand durch zahlreiche Wohn- und Geschäftshäuser der Gründerzeit ein neues Wohnquartier westlich der Friedrichstraße, das sich zwischen Rheinstraße (heute Saarstraße) und Südstraße (heute Melbeckstraße) bis zum Kirschbaumer Hof erstreckte. Um den 1867 eröffneten Bahnhof am Solinger Weyersberg zu ersetzen, wurde 1890 der Bahnhof Solingen Süd in Betrieb genommen. Dazu wurden bis 1890 unmittelbar am Kirschbaumer Hof vorbei einige hundert Meter Bahngleise trassiert.

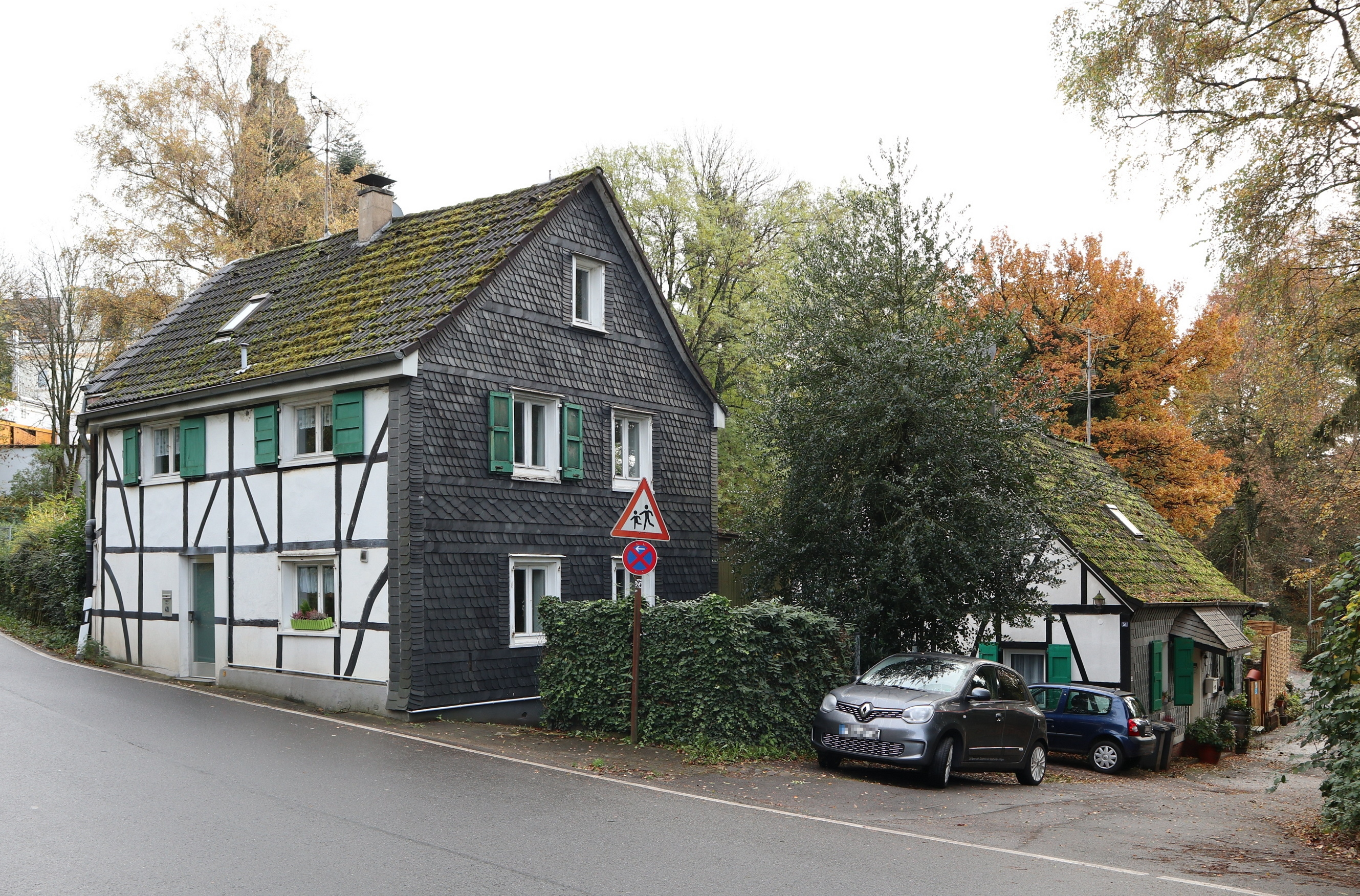
Fachwerkhäuser an der Kirschbaumer Straße

Aufgrund der ungünstigen Topografie haben sich am Kirschbaumer Hof trotz der Nähe zur dicht besiedelten Solinger Innenstadt bis heute mehrere Fachwerk- und Schieferhäuser erhalten. Im heutigen Stadtplan weisen noch die seit 1935 sogenannte Kirschbaumer Straße und die Straße Kirschbaumer Hof auf den Ort hin, der nahezu gänzlich in der geschlossenen Bebauung aufgegangen ist.